# Слушнa прoтeзa
Слушна протеза је електрични уређај који појачава и обрађује звук, чиме помаже особама са оштећеним слухом да боље чују.
Посебном методом у оториноларингологији хируршки се угрaђују eлeктрична пoмaгaлa, у облику слушне прoтeзе или кохлеарног имплантата  oсoбама сa тeшким, веома тешким и пoтпуним сeнзoринeурaлним губитком слухa.
Слуђна протеза не враћа нормалан слух. Уместо тога, он глувој особи пружа могућност да добије приступ звуку и сензорним информацијама путем слушног модалитета и корисну представу о звуковима у окружењу и помогне јој да разуме говор и рaзвиje свoje гoвoрнo-jeзичкe и конгнитивне пoтeнцијалe, и тиме се што успешније укључи у сoцијалну срeдину у којој живи.

## Конструкција
Главни делови слушне протезе су:
- микрофон,
- појачало,
- слушалица
- батерија за напајање протезе.
- кола за смањење позадинске буке и сметње повратне спреге (како би пригушла звук у бучним условима или га појачала када је зо потребно).

Савременије дигиталне протезе имају уграђене микропроцесоре, који омогућава фино подешавање звука у уским фреквентним опсезима према → аудиограму и оштећењу слуха и обрађује звук са меморисаним подешавањима за различите услове слушања. 

## Врсте

### Слушни апарати
У употреви је много врста слушних протеза (познатих и као слушни апарати), који се разликују по величини, снази и струјном колу. 
Међу различитим величинама и моделима су назначајнији:
- заушне протезе,
- ушне протеза која се делимично поставља у ушни канал,
- каналска протеза за постављање у ушни канал,
- најмање протеза се поставља дубоко у ушни канал, које се скидају помоћу танког провидног конца.

- Неки од модела слушних апарата
- Слушни апарат са вакуумском цеви, из око 1944.
- Транзисторски слушни апарат за тело.
- Пар БТЕ слушних апарата са оливом за уши.
- Слушни апарати за пријемник у каналу
- Слушни апарат у ушном каналу
- Слушни апарат у каналу
- Жена са слушни апаратом
- Апликација за слушни апарат

### Кохлеарни импланти
Посебна група слушних протеза су:
- кохлеарни имплантати (слушни имплантати продужене мождине)
- акустични мостови (вибрациони уређај који се хируршки поставља на инкус у средњем уху).

#### Разлика између слушног апарата и кохлеарног импланта
Кохлеарни имплант се много разликује од слушног апарата. Слушни апарати појачава звукове тако да их могу открити оштећене уши. Кохлеарни имплантати заобилазе оштећене делове ува и директно стимулишу слушни нерв. Сигнали генерисани од импланта слушним нервом се шаљу у мозак, који препознаје сигнале као звучне.

Слух преко кохлеарног имплантата разликује се од нормалног слуха и пацијенту треба доста времена да се научи на његову примену. Он не омогућава потпуни повратак слугха као што то чини слушни појачивач, али његовом кориснику омогућава да препозна упозоравајуће сигнале, разуме друге звукове у околини и да разуме говор у директном контакту или преко телефона.
- Неки од модела слушних апарата

## Изори
1. ↑  Bentler, Ruth A.; Duve, and Monica R. (2000). „Comparison of Hearing Aids Over the 20th Century”. Ear and Hearing. 21 (6): 625—639. ISSN 0196-0202. doi:10.1097/00003446-200012000-00009.
2. ↑  „Cochlear Implants”. NIDCD (на језику: енглески). 2015-08-18. Приступљено 2021-01-30.
3. ↑  „Cochlear Implants Aid Speech Recognition in Most Adults”. Consumer Health News | HealthDay (на језику: енглески). 2021-01-14. Приступљено 2021-01-30.
4. ↑  Кохлеарни имплант У: Рената Шкрбић, Процена егзекутивних функција и аритметичких вештина ученика са кохлеарним имплантом. Докторска дисертација, Медицински факултет Нови Сад, 2018.
5. ↑  Pisoni D, Conway C, Kronenberger W, Horn D, Karpicke J, Henning S. Efficacy and effectiveness of cochlear implants. In: Marschark M, Hauser P, editors. Deaf cognition: foundation and outcomes. New York, NY: Oxford University Press; 2008. p. 52–100
6. ↑  „Cochlear implants”. Hearing Link (на језику: енглески). Приступљено 2021-01-30.
7. ↑  „Cochlear Implants”. NIDCD (на језику: енглески). 2015-08-18. Приступљено 2021-01-30.
8. ↑  Macherey O, Carlyon RP. Cochlear implants. Curr Biol. 2014 Sep 22. 24 (18):R878-84. [Medline]. [Full Text].
9. ↑  „Cochlear implant: MedlinePlus Medical Encyclopedia”. medlineplus.gov (на језику: енглески). Приступљено 2021-01-30.